# 임경순 (스키 선수)
임경순(1929년~)은 대한민국의 알파인 스키 선수로, 1960년 동계 올림픽에 참가했다.